# Arceuthobium pusillum
Arceuthobium pusillum là một loài thực vật có hoa trong họ Santalaceae. Loài này được M.Peck mô tả khoa học đầu tiên năm 1875.

## Hình ảnh

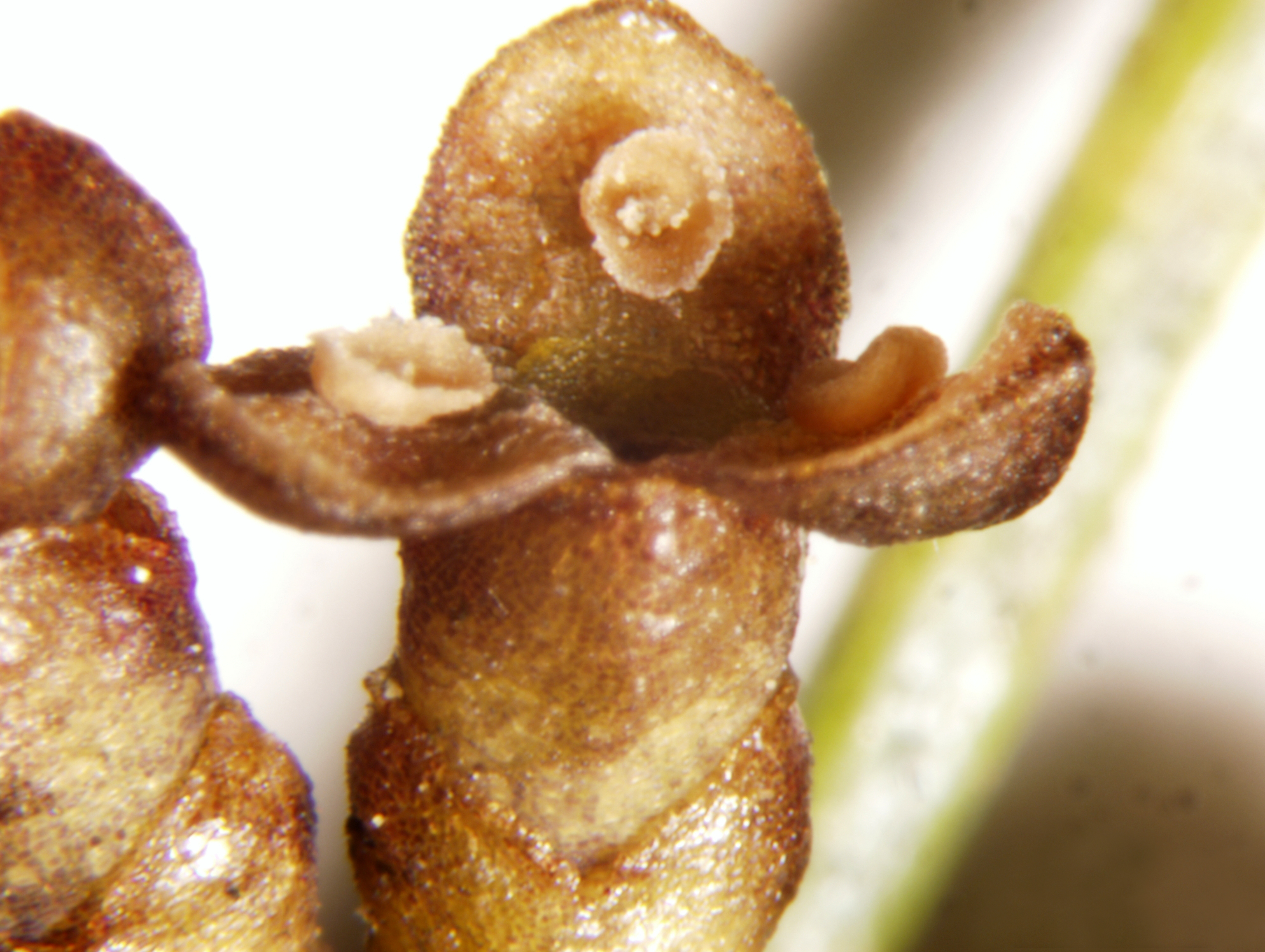
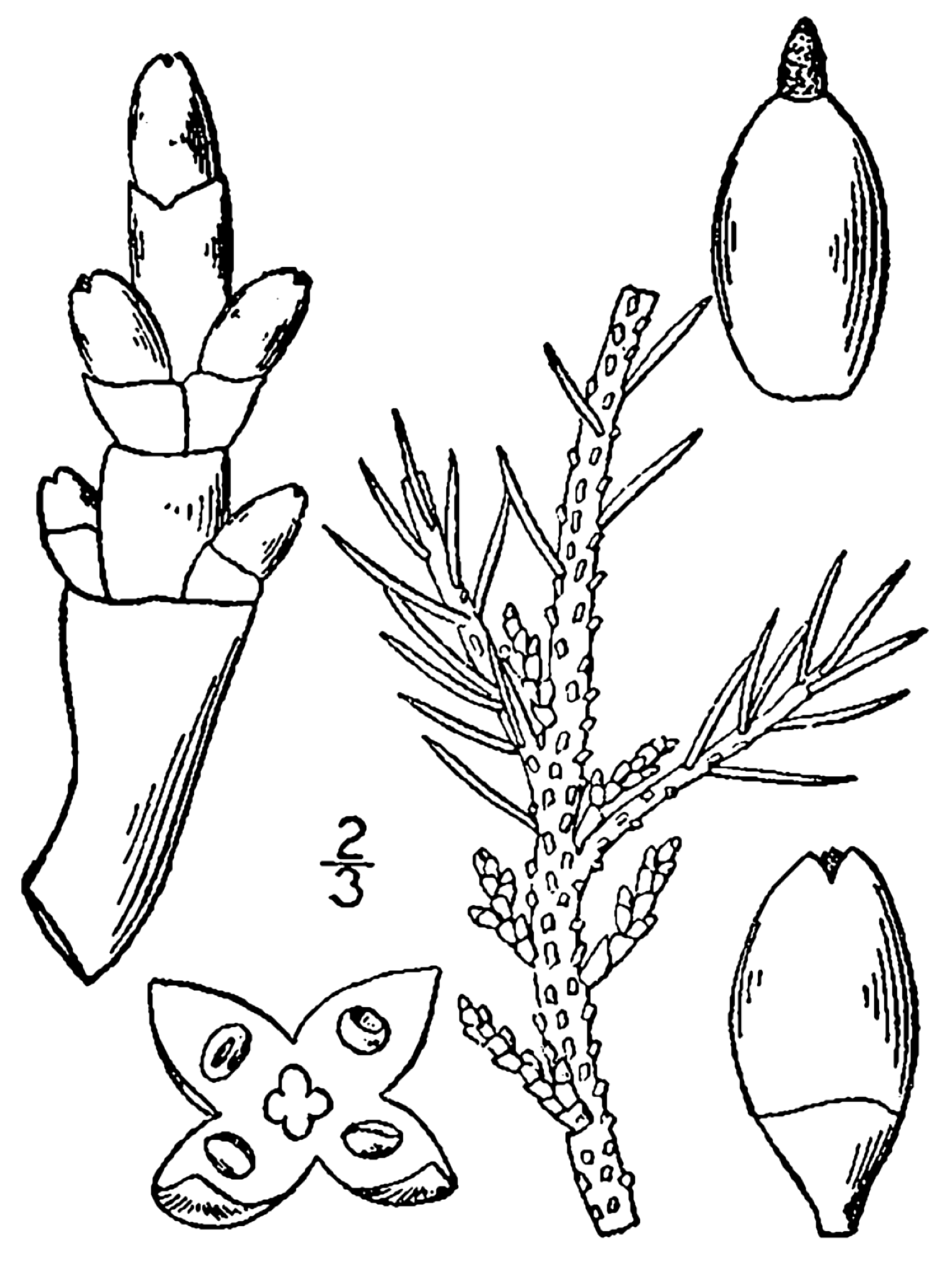